# Dolicolo O-aciltransferasi
La dolicolo O-aciltransferasi è un enzima appartenente alla classe delle transferasi, che catalizza la seguente reazione:
palmitoil-CoA + dolicolo ⇄ CoA + dolicil palmitato
Anche altri acil-CoA possono agire, ma più lentamente. I dolicoli α-saturi sono acilati molto più degli analoghi α-insaturi.